# Zabrodzie (Biskupiec)
Zabrodzie (deutsch Zabrodzin, 1929 bis 1945 Schöndorf) ist ein Ort in der polnischen Woiwodschaft Ermland-Masuren. Er gehört zur Gmina Biskupiec (Stadt-und-Land-Gemeinde Bischofsburg) im Powiat Olsztyński (Kreis Allenstein).

## Geographische Lage
Zabrodzie liegt in der westlichen Mitte der Woiwodschaft Ermland-Masuren, 28 Kilometer südwestlich der früheren Kreisstadt Rößel (polnisch Reszel) bzw. 33 Kilometer östlich der heutigen Kreismetropole und auch Woiwodschaftshauptstadt Olsztyn (deutsch Allenstein).

## Geschichte
Der damals Neudorf genannte Ort wurde 1588 gegründet. Vor 1785 Schönbruch, um 1785 Zabrodzien und nach 1785 Zabrodze genannt bestand der Ort aus dem Dorf mit einem Gut. 1785 war Zabrodzien ein Kämmereidorf der Stadt Bischofsburg (Biskupiec) mit vier Feuerstellen, 1820 war Zabrodze ein Stadt-Dorf mit fünf Feuerstellen bei 36 Einwohnern.
Im Jahre 1874 wurde Zabrodzin Teil des neu gebildeten Amtsbezirks Raschung (polnisch Rasząg) im ostpreußischen Kreis Rößel. Hatte Zabrodzin 1885 noch 88 Einwohner, so waren es 1910 nur noch 74.
Am 30. September 1928 schlossen sich die Landgemeinde Zabrodzin und der Gutsbezirk Schönbruch (polnisch Dworzec) zu einer neuen Landgemeinde zusammen, die den Namen „Schöndorf“ erhielt. Die Zahl der Einwohner dieser neuen Landgemeinde belief sich 1933 auf 273 und 1939 auf 291.
Das gesamte südliche Ostpreußen wurde 1945 in Kriegsfolge an Polen abgetreten. Schöndorf erhielt die polnische Namensform „Zabrodzie“ und ist heute eine Ortschaft innerhalb der Stadt-und-Land-Gemeinde Biskupiec (Bischofsburg) im Powiat Olsztyński (Kreis Allenstein), von 1975 bis 1998 der Woiwodschaft Olsztyn, seither der Woiwodschaft Ermland-Masuren zugehörig. Im Jahre 2021 zählte Zabrodzie 145 Einwohner.

## Kirche
Bis 1945 war Zabrodzin resp. Schöndorf in die evangelische Kirche Bischofsburg (polnisch Biskupiec) in der Kirchenprovinz Ostpreußen der Kirche der Altpreußischen Union, außerdem in die römisch-katholische Kirche der Stadt im damaligen Bistum Ermland eingepfarrt.
Der Bezug zu den Kirchen der Stadt Biskupiec besteht noch heute: zur katholischen Kirche, die jetzt dem Erzbistum Ermland zugeordnet ist, und zur evangelischen Kapellengemeinde, einer Filialgemeinde der Kirche Sorkwity (Sorquitten) in der Diözese Masuren der Evangelisch-Augsburgischen Kirche in Polen.

## Verkehr
Zabrodzie liegt an der verkehrsreichen polnischen Landesstraße 57 (einstige deutsche Reichsstraße 128), die in Nord-Süd-Richtung durch die Woiwodschaft Ermland-Masuren bis in die Woiwodschaft Masowien verläuft. Außerdem besteht eine Straßenverbindung zum Nachbardorf Dworzec (Schönbruch). Eine Bahnanbindung gibt es nicht.